# Ečka

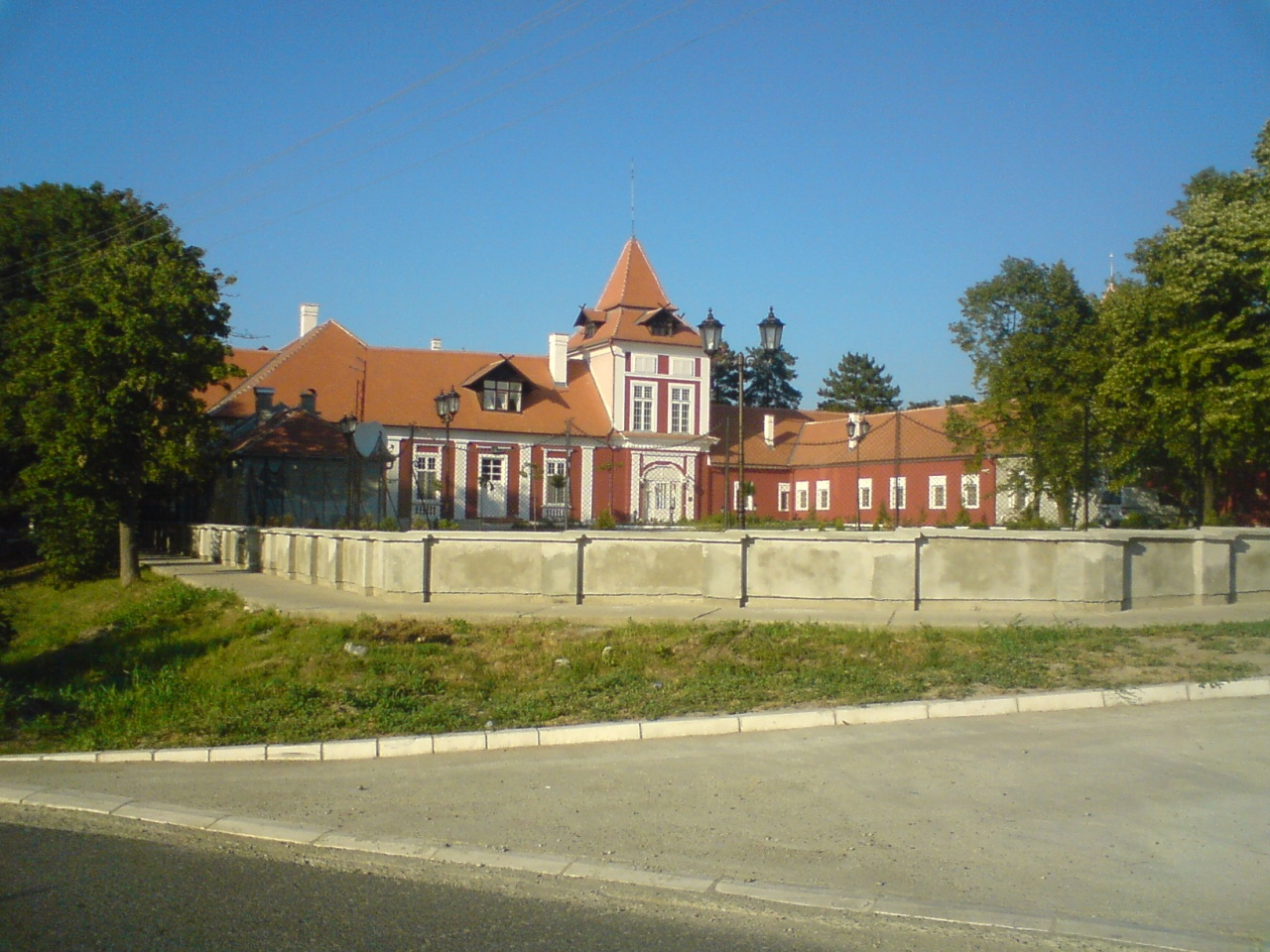
Das Kaštel Ečka, erbaut um 1820 durch Graf Lazar Lukács

Ečka (serbisch-kyrillisch Ечка, rumänisch: Ecica Română, ungarisch: Écska / bis 1899 Német-Écska, deutsch: Deutsch-Etschka) ist ein Ort im serbischen Banat und gehört zum Verwaltungsgebiet der Stadt Zrenjanin.

## Geschichte
Attila, der Hunnenkönig, errichtete an der Stelle des heutigen Dorfes Ečka im Feldzug gegen das römische Reich ein Zeltlager. Der Name Ečka soll sich angeblich vom Namen Atillas Frau ableiten, Legenden zufolge sogar vom Namen einer seiner Töchter, die in diesem Zeltlager in jungen Jahren verstarb.
Das heutige Dorf geht auf die Ansiedlung des siebenbürgischen Grafen Lukács Lázár zurück, welcher hier 1781 einen Großgrundbesitz erwarb und das Jagdschloss Kaštel Ečka nach englischem Vorbild errichten ließ. Zur feierlichen Eröffnung am 29. August 1820 spielte der damals neunjährige Komponist Franz Liszt auf einem Piano. Heute dient das, im Originalstil renovierte, Jagdschloss als Hotel, umfasst 14 Zimmer und drei Appartements und ist von einem Park umgeben. Zu den renommiertesten Gästen des Kaštels zählten Kaiser Franz Josef I. und Graf Esterházy.
1802 wurde der Ort durch Deutsche besiedelt, welche 1945 vertrieben wurden.
Heute ist Ečka ein typisches banatisches Dorf mit einer neoromanisch römisch-katholischen und einer rumänisch-orthodoxen Kirche. Die um 1711 erbaute Sveti Nikola-Kirche zählt zu den ältesten serbisch-orthodoxen Kirchen in der Vojvodina.

## Demografie
Bis zur Vertreibung 1945 war der Ort mit Deutschen besiedelt. Bei der Volkszählung 1910 gaben von den insgesamt 1674 Einwohnern unter anderem 1062 Deutsch, 424 Rumänisch, 171 Ungarisch und 20 Serbisch als Muttersprache an. 531 der Bewohner gaben an die Staatssprache Ungarisch zu beherrschen. Von der Bevölkerung waren außerdem 1122 römisch-katholisch, 441 orthodox, 94 jüdisch, 15 evangelisch, 4 reformiert und 3 griechisch-katholisch.
Laut Zensus 2011 lebten im Ečka 3.997 Menschen in 1.498 Haushalten. 361 weitere Personen besitzen einen ständigen Wohnsitz in Ečka, leben aber dauerhaft im Ausland. Gegenüber dem Zensus aus dem Jahr 2002 sank die Einwohnerzahl somit um 519 Personen und 66 Haushalten.
| Demografische Entwicklung seit dem 20. Jahrhundert | \| Bevölkerungsentwicklung \| Bevölkerungsentwicklung \| \| Jahr \| Einwohner \| \| ----------------------- \| ----------------------- \| \| 1900 \| 4.892 \| \| 1931 \| 5.207 \| \| 1948 \| 3.934 \| \| 1953 \| 4.188 \| \| 1961 \| 4.323 \| \| 1971 \| 4.621 \| \| 1981 \| 5.293 \| \| 1991 \| 5.172 \| \| 2002 \| 4.512 \| \| 2011 \| 3.997 \| |
| Bevölkerungsentwicklung                            | |
| Jahr                                               | Einwohner |
| 1900                                               | 4.892 |
| 1931                                               | 5.207 |
| 1948                                               | 3.934 |
| 1953                                               | 4.188 |
| 1961                                               | 4.323 |
| 1971                                               | 4.621 |
| 1981                                               | 5.293 |
| 1991                                               | 5.172 |
| 2002                                               | 4.512 |
| 2011                                               | 3.997 |

Mehr als die Hälfte der Bevölkerung ist serbischer Ethnie, fast ein Viertel haben rumänische Wurzeln.
- Serben: 55,01 %
- Rumänen: 29,35 %
- Ungarn: 4,34 %
- Jugoslawen: 2,72 %
- Roma, 1,59 %
- Montenegriner: 0,46 %
- Kroaten: 0,31 %
- Bulgaren: 0,26 %
- Slowaken: 0,19 %
- Deutsche: 0,19 %
- Mazedonier: 0,11 %
- Slowenen: 0,08 %
- Muslime: 0,08 %
- Ukrainer: 0,06 %
- Albaner: 0,02 %
- Unbekannt: 1,13 %

## Galerie

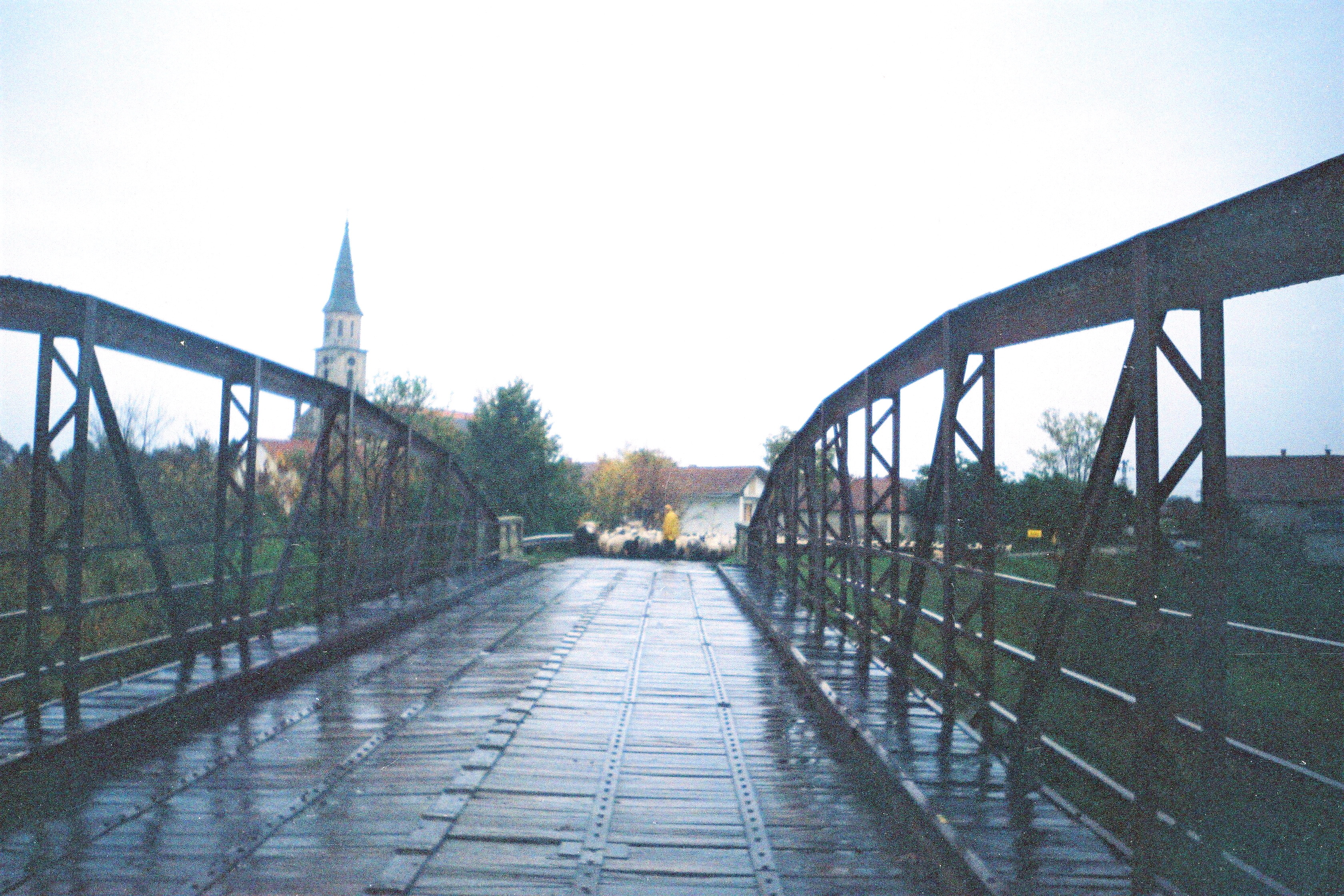
Bega-Brücke, konstruiert 1889 von Grafen Harnoncourt, renoviert 1894 und 2005
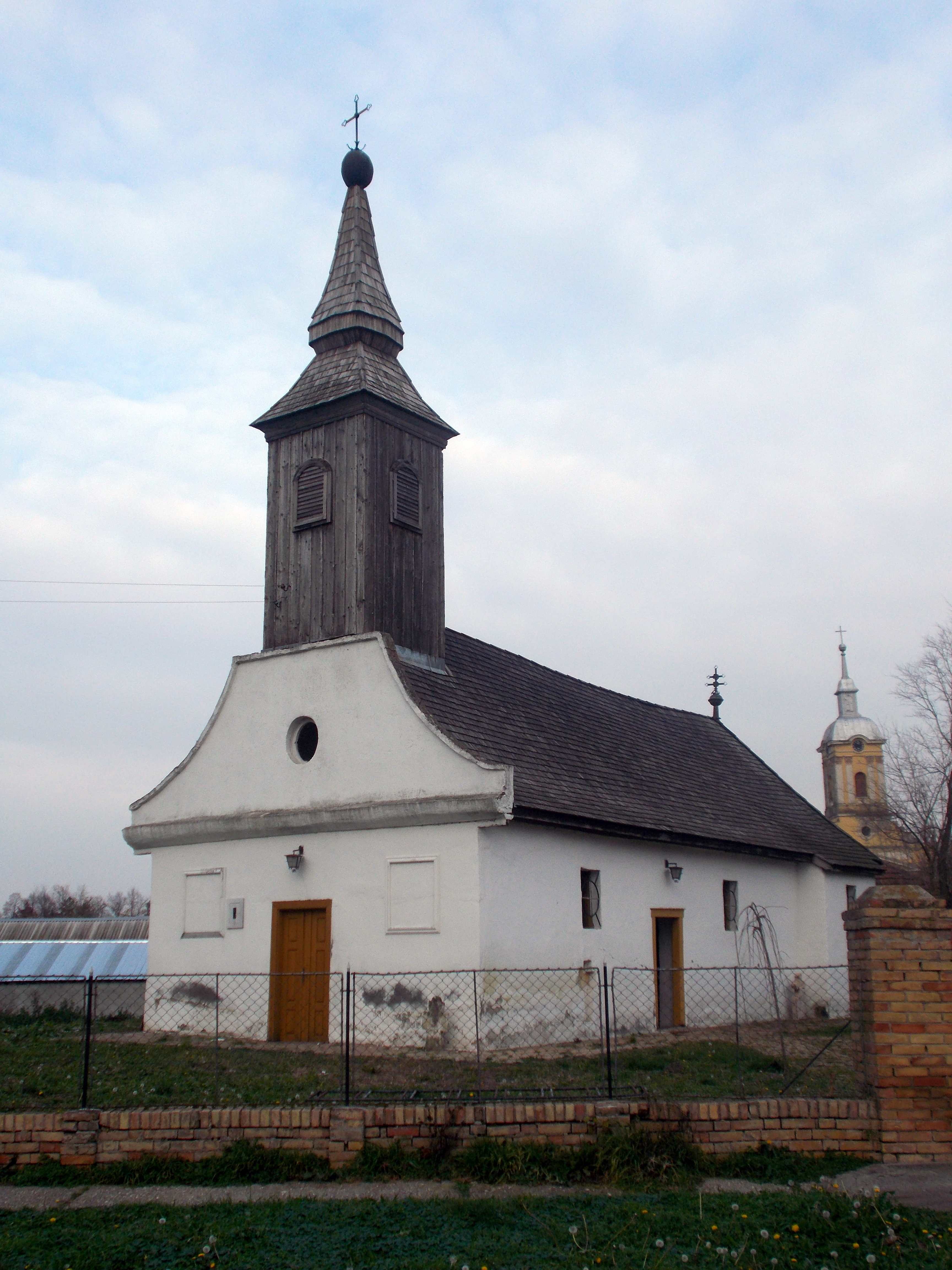
Orthodoxe Kirche von 1711
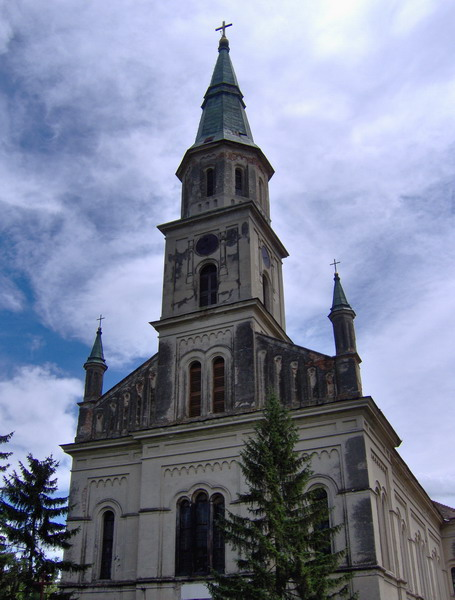
Katholische Kirche Ečka im neoromanischen Stil
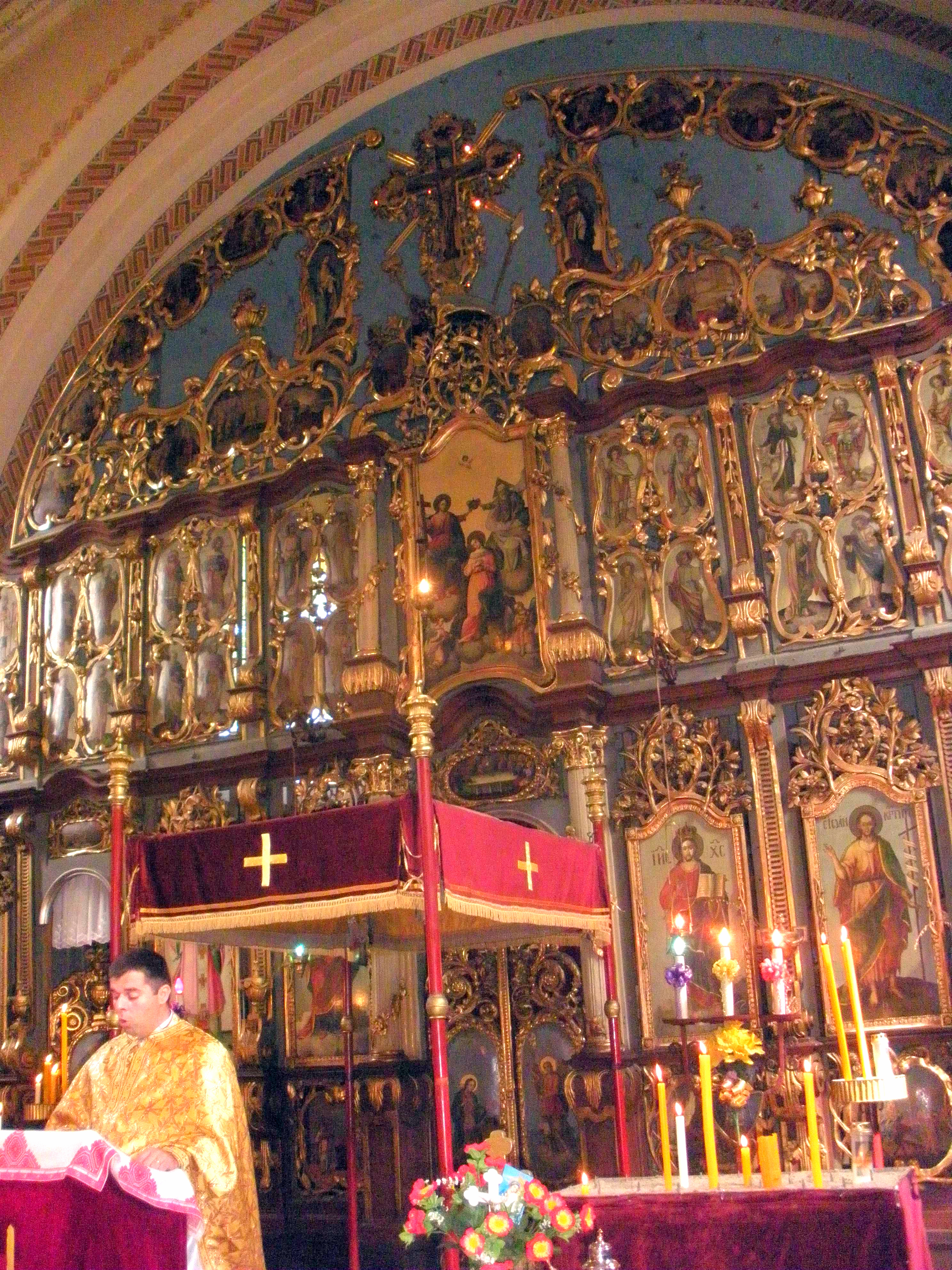
Ikonostase in der rumänisch-orthodoxen Kirche